# Presles-et-Boves
Presles-et-Boves är en kommun i departementet Aisne i regionen Hauts-de-France i norra Frankrike. Kommunen ligger  i kantonen Braine som ligger i arrondissementet Soissons. År 2022 hade Presles-et-Boves 327 invånare.

## Befolkningsutveckling
Antalet invånare i kommunen Presles-et-Boves
Referens: INSEE